# Campeonato Mundial de Clubes de la FIVB de 2009
El Campeonato Mundial de Clubes de la FIVB de 2009 fue la quinta edición del Campeonato Mundial de Clubes de la FIVB, la primera desde el año 1992, realizada entre el 3 y el 8 de noviembre del 2009, en la ciudad de Doha, Catar. El Trentino Volley italiano se coronó campeón mundial por primera vez en su historia al derrotar los polacos del Skra Belchatow por 3-0 en la final.

## Fase a Grupos

### Sorteo
Los ocho equipos son sorteados en dos grupos de 4 equipos, avanzando a la siguiente ronda los dos mejores de cada grupo. En semifinales la ganadora del grupo A se enfrentará a la segunda del grupo B y la primera del grupo B a la segunda del grupo A. Los ganadores de ese partidos disputarán la final por el título, los perdedores la final por la 3° plaza.
- GRUPO A
  -  Plataneros de Corozal (Representante de NORCECA)
  -  Trentino Volley (Campeón de Europa 2008/2009)
  -  Zamalek Sporting Club (Campeón de África 2008/2009)
  -  Zenit Kazan (Wild card)

- GRUPO B
  -  Al-Arabi (Equipo organizador)
  -  Cimed Florianopolis (Campeón de Sudamérica 2008/2009)
  -  Paykan Teherán (Campeón de Asia 2008/2009)
  -  Skra Belchatow (Wild Card)

### Grupo A
| Pos. | Equipo                | Pts | PG | PP | SG | SP | PG  | PP  |
| ---- | --------------------- | --- | -- | -- | -- | -- | --- | --- |
| 1.°  | Trentino Volley       | 6   | 3  | 0  | 9  | 3  | 286 | 239 |
| 2.°  | VK Zenit Kazán        | 5   | 2  | 1  | 8  | 3  | 255 | 206 |
| 3.°  | Zamalek Sporting Club | 4   | 1  | 2  | 4  | 8  | 243 | 269 |
| 4.°  | Plataneros de Corozal | 5   | 0  | 3  | 2  | 9  | 197 | 267 |

| Fecha          |                       | Res   |                       | Set 1 | Set 2 | Set 3 | Set 4 | Set 5 | Total   |
| -------------- | --------------------- | ----- | --------------------- | ----- | ----- | ----- | ----- | ----- | ------- |
| 3 de noviembre | Trentino Volley       | 3 - 1 | Zamalek SC            | 25–18 | 25–21 | 23–25 | 25–20 | —     | 98–84   |
| 3 de noviembre | Zenit Kazán           | 3 - 0 | Plataneros de Corozal | 25–20 | 25–14 | 25–17 | —     | —     | 75–51   |
| 4 de noviembre | Zamalek SC            | 3 - 2 | Plataneros de Corozal | 23–25 | 25–13 | 23–25 | 25–14 | 21–19 | 117–96  |
| 4 de noviembre | Trentino Volley       | 3 - 2 | Zenit Kazán           | 24–26 | 25–23 | 24–26 | 25–19 | 15–11 | 113–105 |
| 5 de noviembre | Zenit Kazán           | 3 - 0 | Zamalek SC            | 25–18 | 25–13 | 25–11 | —     | —     | 75-42   |
| 5 de noviembre | Plataneros de Corozal | 0 - 3 | Trentino Volley       | 18–25 | 13–25 | 19–25 | —     | —     | 50-75   |

### Grupo B
| Pos. | Equipo              | Pts | PG | PP | SG | SP | PG  | PP  |
| ---- | ------------------- | --- | -- | -- | -- | -- | --- | --- |
| 1.°  | Skra Belchatow      | 6   | 3  | 0  | 9  | 1  | 247 | 197 |
| 2.°  | Paykan Teherán      | 5   | 2  | 1  | 6  | 4  | 225 | 225 |
| 3.°  | Cimed Florianopolis | 4   | 1  | 2  | 5  | 7  | 274 | 271 |
| 4.°  | Al-Arabi            | 3   | 0  | 3  | 1  | 9  | 190 | 243 |

| Fecha          |                | Res   |                | Set 1 | Set 2 | Set 3 | Set 4 | Set 5 | Total |
| -------------- | -------------- | ----- | -------------- | ----- | ----- | ----- | ----- | ----- | ----- |
| 3 de noviembre | Skra Belchatow | 3 - 0 | Al-Arabi       | 25–22 | 25–11 | 25–20 | —     | —     | 75–53 |
| 3 de noviembre | Paykan Teherán | 3 - 1 | Cimed          | 15–25 | 28–26 | 25–21 | 25–22 | —     | 93–94 |
| 4 de noviembre | Al-Arabi       | 1 - 3 | Cimed          | 25–18 | 17–25 | 17–25 | 22–25 | —     | 81–93 |
| 4 de noviembre | Skra Belchatow | 3 - 0 | Paykan Teherán | 25–22 | 25–18 | 25–17 | —     | —     | 75–57 |
| 5 de noviembre | Paykan Teherán | 3 - 0 | Al-Arabi       | 25–23 | 25–19 | 25–14 | —     | —     | 75-56 |
| 5 de noviembre | Cimed          | 1 - 3 | Skra Belchatow | 25–22 | 18–25 | 21–25 | 23-25 | —     | 87-97 |

## Segunda Fase
|  | Semifinales     | Semifinales     |   |             | Final          | Final          |  |
|  | 7 de noviembre  | 7 de noviembre  |   |             | 8 de noviembre | 8 de noviembre |  |
|  |                 |                 |   |             |                |                |  |
|  |                 |                 |   |             |                |                |  |
|  | Skra Belchatow  | 3               |   |             |                |                |  |
|  | Zenit Kazan     | 1               |   |             |                |                |  |
|  |                 |                 |   |             |                |                |  |
|  |                 |                 |   |             |                |                |  |
|  |                 |                 |   |             | Skra Belchatow | 0              |  |
|  |                 | Trentino Volley | 3 |             |                |                |  |
|  |                 |                 |   |             |                |                |  |
|  |                 |                 |   |             |                |                |  |
|  |                 |                 |   |             | Tercer lugar   |                |  |
|  |                 |                 |   |             |                |                |  |
|  | Trentino Volley | 3               |   | Zenit Kazan | 3              |                |  |
|  | Paykan Teherán  | 0               |   |             | Paykan Teherán | 0              |  |

### Semifinales
| Fecha          |                 | Res   |                | Set 1 | Set 2 | Set 3 | Set 4 | Set 5 | Total |
| -------------- | --------------- | ----- | -------------- | ----- | ----- | ----- | ----- | ----- | ----- |
| 7 de noviembre | Skra Belchatow  | 3 - 1 | Zenit Kazán    | 15-25 | 25-23 | 25-21 | 26-24 | —     | 91-93 |
| 7 de noviembre | Trentino Volley | 3 - 0 | Paykan Teherán | 25-18 | 25-22 | 25-19 | —     | —     | 75-59 |

### Tercer puesto
| Fecha          |             | Res   |                | Set 1 | Set 2 | Set 3 | Set 4 | Set 5 | Total |
| -------------- | ----------- | ----- | -------------- | ----- | ----- | ----- | ----- | ----- | ----- |
| 8 de noviembre | Zenit Kazán | 3 - 0 | Paykan Teherán | 25-13 | 25-18 | 25-16 | —     | —     | 75-47 |

### Final
| Fecha          |                | Res   |                 | Set 1 | Set 2 | Set 3 | Set 4 | Set 5 | Total |
| -------------- | -------------- | ----- | --------------- | ----- | ----- | ----- | ----- | ----- | ----- |
| 8 de noviembre | Skra Belchatow | 0 - 3 | Trentino Volley | 24–26 | 18–25 | 19–25 | —     | —     | 61–76 |

### Campeón
| Campeón del Mundo por Clubes de 2009 |
| ------------------------------------ |
| Trentino Volley 1º Título            |

## Premios y reconocimientos
- MVP - Mejor jugador:  Matej Kazijski, (Trentino Volley)[4]
- Máximo anotador:  Bartosz Kurek, (Skra Belchatów)[4]
- Mejor atacante:  Matej Kazijski, (Trentino Volley)[4]
- Mejor bloqueador:  Marcin Mozdzonek, (Skra Bełchatów)[4]
- Mejor servidor:  Osmany Juantorena, (Trentino Volley)[4]
- Mejor armador: Raphael Vieira de Oliveira, (Trentino Volley)[4]
- Mejor libero:  Aleksej Verbov, (Zenit Kazán)[4]